# 南托蘇薇妲

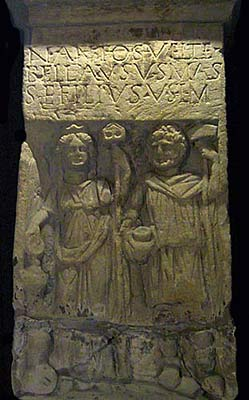
南托蘇薇妲（左）和蘇瑟勒斯

南托蘇薇妲（英語：Nantosuelta）是凱爾特神話的自然、大地、火和生育女神，蘇瑟勒斯之配偶。形象是一手持頂端呈屋子形狀的長棍，一手持碟子，正將其傾倒在圓柱形祭壇上。

## 脚注
1. ↑  Salomon Reinach (1922), Cultes, mythes et religions, pp. 217–232.